# 고유정 (아이치현)
고유정(御油町)은 아이치현 호이군에 설치되었던 정이다. 현재의 도요카와시 서부에 해당한다.

## 역사
- 1889년 10월 1일 - 정촌제 시행에 따라 고유촌(御油村)이 성립
- 1892년 1월 29일 - 정제 시행에 따라 고유정(御油町)이 됨.
- 1959년 4월 1일 - 도요카와시에 편입됨.